# Улус
Улу́с — монгольский и тюркский социальный термин со сложной семантикой, служащий, в основном, для обозначения понятий «народ, государство».
В словаре В. И. Даля указано, что слово это мужского рода и обозначает у калмыков и сибирских инородцев посёлки, собрание жилых хижин, оседлых или кочевых, юрт, кибиток, веж; селение, та́бор, башкир. киргизск. и кавк. аул; стойбище, становище; у батыевских татар (Золотой Орды, имевшей владения на Кавказе) аул также назывался улусом.

## Этимология
Общетюркский: ula- «соединять, объединять» > uluš «соединение, объединение, государство» > монгольский: ulus. Часто может встречаться устаревшее псевдоэтимологическое сопоставление с корнем: ül- «делить» и производными: ülüš/üleš «доля».

## История
В средневековье «улус» означал «орду», «военную дружину» и производные, отсюда — «государство, страна» (монг. Монгол Улс), в частности удел, область Монгольской империи — Чагатайский улус и Улус Джучи (более известный как Золотая Орда) и другие.
В XV—XVII веках Казахское ханство в качестве основной административно-политической организации использовало улусы. Согласно Ибн Рузбехан Исфахани в начале XVI века Казахское ханство делилось на 10 улусов.
В допетровской Руси словом «улус» обозначалась «вотчина», а позже — часть «крупной волости» и, традиционно, термин использовался на Русском Севере, в том числе в Каргополье. Основополагающим в делении на такие улусы было наличие в его центре часовни со своим часовенным праздником. Понятие «улус» (Чуриловский улус, Валдиевский улус и другие) сохранялось до конца XIX — начала XX века.
В Российской империи у калмыков улус состоял из нескольких аймаков (название рода), а аймак распадается на хотоны (семейства). В 1920—1943 годах улус — административная единица Калмыкии, аналог района.

## Современность

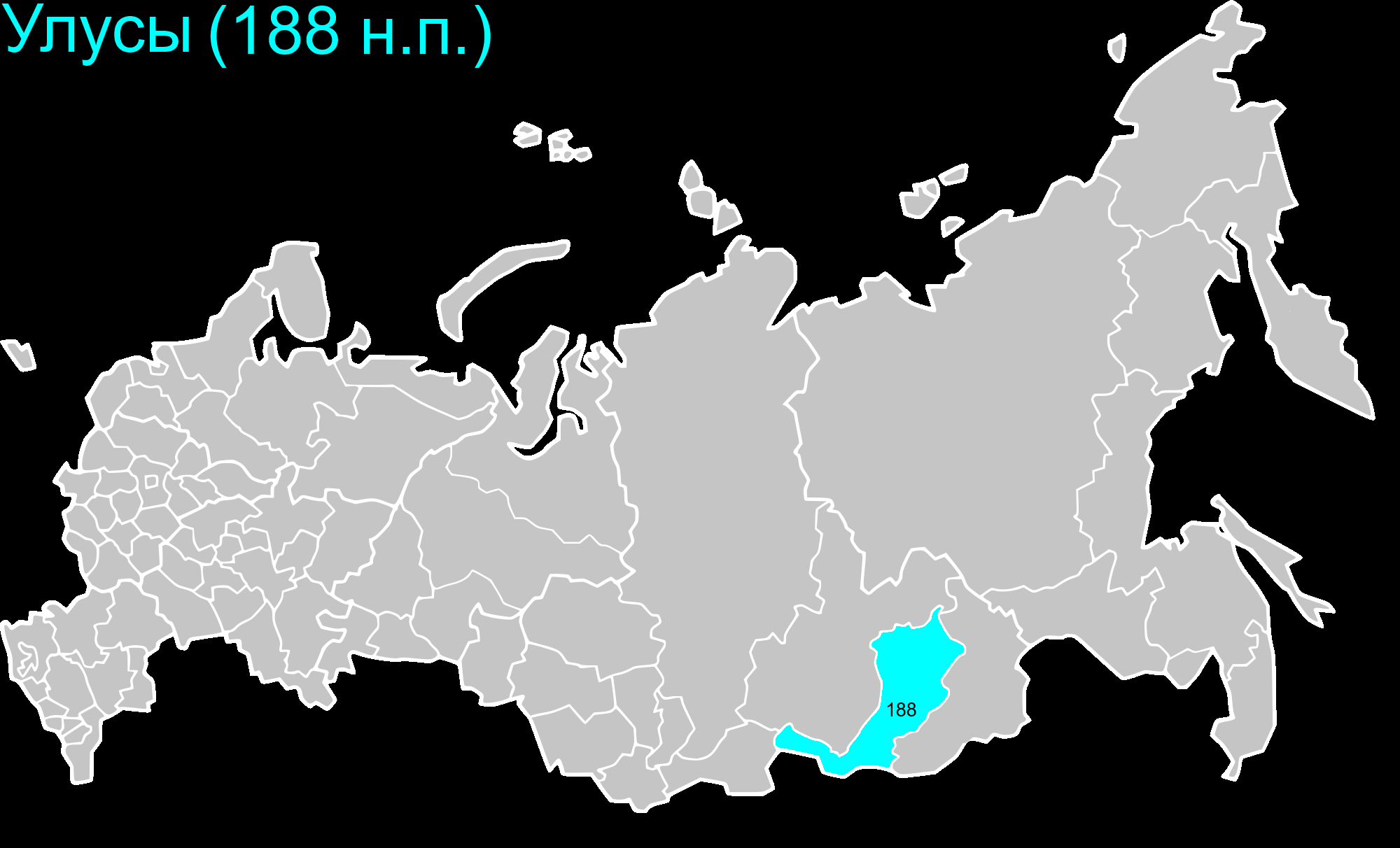
Количество улусов в России по субъектам России. Подразумевается именно то, что в ОКТМО является улусом.

В Российской Федерации улусами (бур. улас, якут. улуус) именуются:
- населённые пункты в Республике Бурятия с преобладающим коренным населением, соответствующие селу или деревне[9],
- сельскохозяйственные муниципальные районы Республики Саха (Якутия) с преобладанием местного населения[10].